# Corporazione della Città di Londra

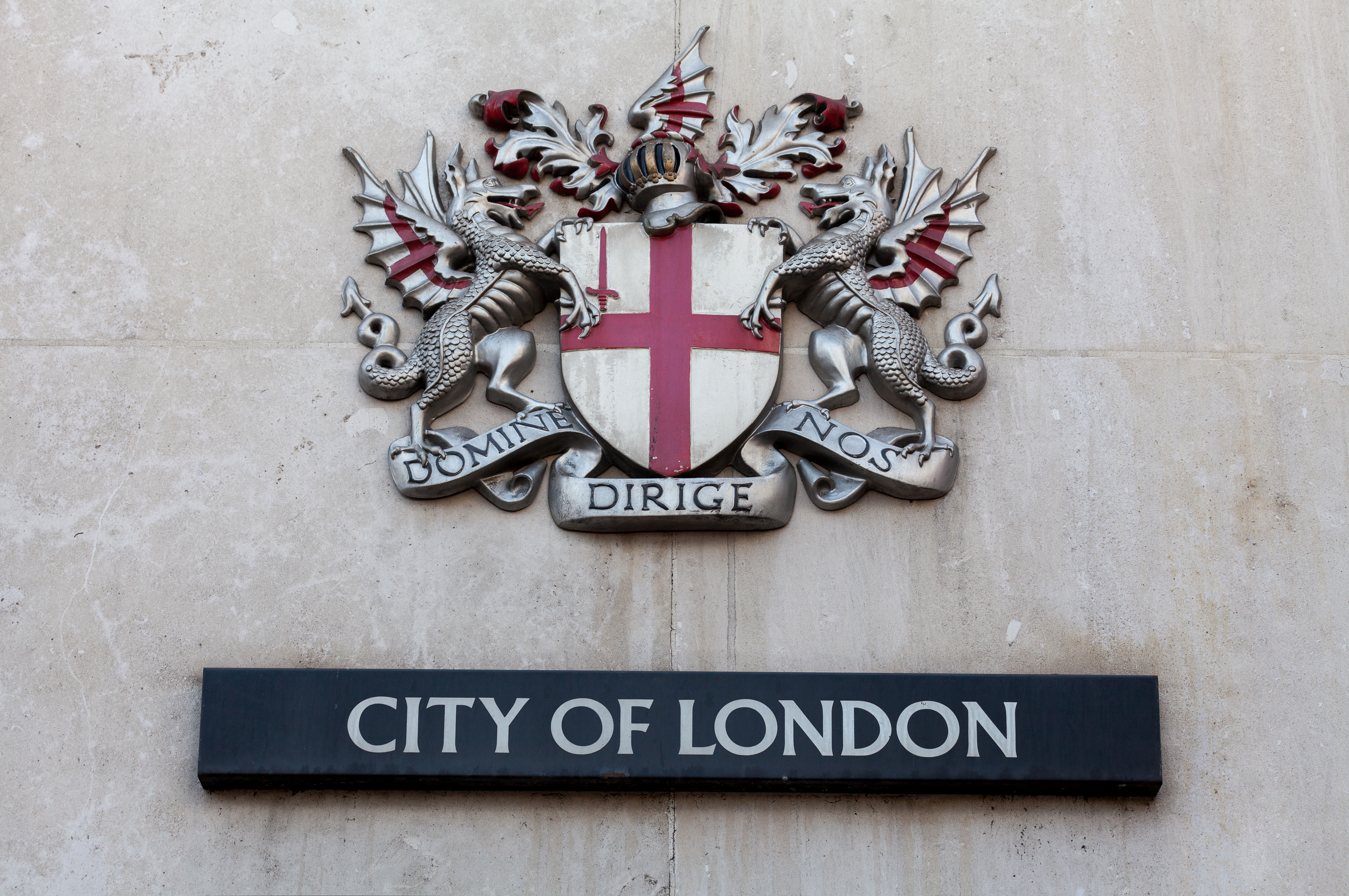
Lo stemma della City of London Corporation alla Blackfriars Station. Il motto in latino recita: Domine Nos Dirige

La City of London Corporation è l'ente di governo della City of London. Il suo ambito di competenza include unicamente la City (il "Miglio Quadrato") e non si estende nell'area della Greater London. La denominazione ufficiale dell'ente è Mayor and Commonalty and Citizens of the City of London.
Completamente circondati dal territorio della City, ma enclavi indipendenti e non sottoposte al governo della Corporation, sono Middle Temple e Inner Temple, due dei quattro Inns of Court londinesi (sono gli enti che curano la formazione e regolano la professione dei barristers, la categoria superiore degli avvocati, in Inghilterra e Galles).
Nel 1801 la City aveva circa 130.000 abitanti ma la sua progressiva trasformazione in central business district ha fatto scendere la popolazione sotto i 5.000 abitanti dopo la Seconda guerra mondiale; più recentemente c'è stata una certa ripresa della popolazione, fino a raggiungere i 9.000 abitanti circa, soprattutto grazie alla creazione del complesso residenziale noto come Barbican Estate.
L'antichissima forma di governo della Corporation ne fa l'unico comune medievale rimasto in Europa e per questo motivo è da molti tacciata di anacronismo.
La “Corporation” è prevista e tutelata dall’articolo 9 della Magna Carta, nella versione del 1297, tuttora considerato di rilevanza costituzionale assieme agli articoli 1 e 29.

## Amministrazione
La Corporation ha un sistema di governo che è andato sempre più differenziandosi da quello degli altri enti municipali britannici non essendo stato toccato dalla riforma delle amministrazioni municipali del 1866 e dalle riforme successive.
Nelle elezioni municipali della Corporation vige ancora - e rappresenta una parte sempre maggiore dell'elettorato - il non-residential (o business) vote, che nel resto del paese è stato abolito nel 1969: si tratta del diritto di voto riconosciuto, oltre che alle persone fisiche residenti, a chi esercita un'attività commerciale nella City, ivi comprese le organizzazioni come banche e società finanziarie, anche prive di personalità giuridica; queste ultime esercitano il diritto di voto attraverso persone fisiche da loro designate in numero correlato ai lavoratori impiegati.
Un ruolo particolare hanno, inoltre, le 108 livery companies, antiche corporazioni delle arti e mestieri che ora svolgono funzioni cerimoniali o attività filantropiche (sebbene qualcuna svolga ancora funzioni di tipo corporativo). I loro membri sono divisi in due categorie, freemen e liverymen, e questi ultimi costituiscono uno speciale corpo elettorale, detto Common Hall. È necessario essere freeman o liveryman per poter essere eletti negli organi della Corporation.
Organi della Corporation sono:
- il lord sindaco della City di Londra (Lord Mayor of the City of London, sindaco della City di Londra) - da non confondersi con il sindaco di Londra (Mayor of London), che è sindaco della città metropolitana della Greater London - eletto ogni anno dal Common Hall, con funzioni ormai essenzialmente protocollari;
- due sceriffi, che assistono il sindaco, anch'essi eletti ogni anno dal Common Hall e con funzioni ormai essenzialmente protocollari;
- la Court of Aldermen, presieduta dal lord sindaco e costituita da 25 aldermen, eletti uno per ciascun ward (collegio elettorale) in cui si divide il territorio cittadino. Un tempo responsabile dell'intera amministrazione della City, la Court of Aldermen ha perso funzioni a favore della Court of Common Council;
- la Court of Common Council, costituita da 100 consiglieri (common councilmen) più gli aldermen; ciascun ward elegge ogni quattro anni un numero di consiglieri compreso tra 2 e 10, in relazione al numero degli elettori. La Court of Common Council si riunisce ogni quattro settimane e, come gli altri consigli locali britannici, opera attraverso una serie di comitati specializzati per materia, costituiti nel suo seno.